# Venus Award
O Venus Award era um prêmio da indústria de filmes pornográficos. Foi apresentado anualmente em Berlim entre 1994-2004, como parte do festival Venus, um evento de comércio internacional erótico. Os prêmios eram oferecidos em cerca de 30 categorias.
Desde 2005, a Eroticline Awards é apresentado em seu lugar.